# Pieszewo
Pieszewo (niem. Petermanns) – przysiółek wsi Winda w Polsce położony w województwie warmińsko-mazurskim, w powiecie kętrzyńskim, w gminie Barciany. Wchodzi w skład sołectwa Winda.
W latach 1975–1998 przysiółek administracyjnie należał do województwa olsztyńskiego.
Przysiółek jako wieś w XVIII wieku miał nazwę Petermans.